# Katarina Brännström
Barbro Agneta Katarina Brännström, född 10 februari 1950 i Sävsjö, är en svensk politiker (moderat). Hon var ordinarie riksdagsledamot från 2006 till 2022, invald för Kronobergs läns valkrets.
I riksdagen var hon ordförande i riksdagens valberedning 2018–2022 (dessförinnan ledamot 2013–2016 och vice ordförande 2016–2018). Hon var ledamot i socialförsäkringsutskottet 2018–2022 och ledamot i arbetsmarknadsutskottet 2010–2017 och socialutskottet 2017–2018. Hon var suppleant i bland annat arbetsmarknadsutskottet, civilutskottet, EU-nämnden, försvarsutskottet, justitieutskottet, konstitutionsutskottet, socialutskottet, utrikesutskottet och Nordiska rådets svenska delegation.